# Eremaeozetes acutus
Eremaeozetes acutus är en kvalsterart som beskrevs av Covarrubias 1967. Eremaeozetes acutus ingår i släktet Eremaeozetes och familjen Eremaeozetidae. Inga underarter finns listade i Catalogue of Life.